# Analiza impulsów
Analiza impulsów – badanie sygnałów, impulsów, poprzez ich segregowanie i zliczanie według cech charakterystycznych: amplitudy (analiza amplitudowa) lub czasu ich rejestracji (analiza czasowa). Analiza pozwala na uzyskanie widma rozkładu sygnału.
Analizator segreguje impulsy według amplitudy lub czasu przybycia (w odniesieniu do czasu zerowego), i zlicza je w przedziałach segregacji - kanałach. Analizator może posiadać jeden (jednokanałowy) lub kilka kanałów (wielokanałowy). W analizatorze amplitudowym kanały będą odpowiadać różnym zakresom amplitudy impulsu. W analizatorze czasowym (chronotron, układ koincydencyjny) - przedziałom czasu zarejestrowania poszczególnych impulsów.
Analizatory stanowią część przyrządów pomiarowych takich jak spektrometry.